# Clematis petriei
Clematis petriei là một loài thực vật có hoa trong họ Mao lương. Loài này được Allan mô tả khoa học đầu tiên năm 1961.